# 브루킹스 연구소
브루킹스 연구소(브루킹硏究所, 영어: Brookings Institution)는 1916년 미국의 기업가인 로버트 브루킹스가 설립한 연구소이다. 이 연구소에는 미국 민주당 인사들이 주로 참여해 정책을 연구, 발표하고 있다.

## 상세
미국 내 영향력이 가장 큰 사회과학 연구소이며 정부, 경제, 외교에 대한 정책 연구, 연방 정부의 예산문제, 도시환경과 교육 등에 대한 연구를 전문적으로 하는 기관이다. 미국의 정치, 경제, 사회에 대한 다양한 연구와 더불어, 남아메리카. 아프리카, 중동 인도태평양 지역에 대한 연구를 폭넓게 한다. 대한민국과 관련된 연구도 다양하게 이뤄지고 있으며, 주로 한미동맹, 대북정책에 대한 주제가 다수이다. 브루킹스 연구소의 수장은 정권교체에 따라서 민주당, 공화당 출신 인물이 기용된다. 연 예산은 대략 1억 달러 정도이다.

## 연구 프로그램
- 동북아정책연구센터[3]
- 중동정책 연구센터
- 브루킹스-칭화대 공공정책 연구센터[4][5]
- 21세기 국방이니셔티브 계획
- 워싱턴대학교-브루킹스연구소 프로그램[6]